# Reptiland
 (mars 2016).
Reptiland est un vivarium situé à Martel dans le Lot. 

## Présentation
Reptiland est créé en 1990 et, à ce jour, 100 espèces d'animaux, serpents, lézards, tortues, crocodiles, mygales et scorpions y sont visibles. C'est l'une des plus grandes expositions d'espèces venimeuses de France. Plus de 200 animaux présentés au public, comme le Monstre de Gila (Heloderma suspectum), le Mamba Vert (Dendroaspis angusticeps), le crocodile de forêt (Osteolaemus tetraspis ), le crocodile mexicain (Crocodylus moreletii), ou encore des serpents géants comme le python réticulé (Malayopython reticulatus), ou l'anaconda vert (Eunectes murinus). 
Reptiland est membre de l'AFdPZ (Association Française des Parcs Zoologiques) et participe à la conservation « in situ ». Il procède à la reproduction de certaines espèces (entre 150 et 250 naissances par an). Ces bébés sont majoritairement placés dans d'autres parcs membres de l'AFdPZ, pour la diversité génétique et éviter les prélèvements en milieu naturel. Par ces placements, Reptiland participe également au plan de sauvegarde des espèces menacées. Par exemple un crocodile de forêt est parti en Allemagne afin de créer un couple pour un plan de sauvegarde et de reproduction. L'objectif de ce parc zoologique est de sensibiliser à la bio-diversité, au respect de la nature et de l'environnement, et d'offrir une nouvelle vision des reptiles.